# 常光町
常光町（じょうこうちょう）は静岡県浜松市中央区の町名。丁番を持たない単独町名である。住居表示未実施。

## 地理
浜松市中央区の北東部、笠井地区の南東部に位置する。東で磐田市富里及び東名、西で貴平町、南で白鳥町、北で豊西町及び恒武町と接する。

### 河川
- 天竜川
- 豊田川
- 松小池川

### 学区
小学校・中学校の学区は以下の通りである。
- 浜松市立豊西小学校
- 浜松市立笠井中学校

## 歴史

### 町名の由来
天竜川の氾濫のため常に荒れ地ということにちなむなどの説がある。

### 沿革
- 1889年（明治22年）4月1日 - 町村制の施行により、長上郡常光村が周辺の村と合併して長上郡笠井村となる[WEB 9]。旧村名は笠井村の大字として残る[書籍 1]。
- 1891年（明治24年）9月17日 – 笠井村が町制施行して笠井町となる。
- 1896年（明治29年）4月1日 - 郡制の施行により、笠井町の所属郡が浜名郡に変更となる。
- 1951年（昭和26年）4月1日 – 笠井町が豊西村と新設合併し笠井町となる。
- 1954年（昭和29年）3月31日 – 笠井町が浜松市に編入される。
- 1955年（昭和30年）10月20日 - 大字常光から常光町へ住所表記を変更する[書籍 2]。
- 2007年（平成19年）4月1日 - 浜松市が政令指定都市となる。常光町は東区の一部となる。
- 2024年（令和6年）1月1日 - 浜松市の行政区再編により、常光町は中央区の一部となる。

## 施設
- 浜松市常光浄水場
- 村松商店 本社
- 浜松ホトニクス常光工場
- 曹洞宗天龍山清心寺
- 住吉神社

## 交通

### 道路
- 東名高速道路
- 静岡県道344号二俣浜松線

## その他

### 警察
警察の管轄区域は以下の通りである。
| 番・番地等 | 警察署       | 交番・駐在所 |
| ---------- | ------------ | ------------ |
| 全域       | 浜松東警察署 | 笠井交番     |

### 消防
消防の管轄区域は以下の通りである。
| 番・番地等 | 消防署   | 本署/出張所  |
| ---------- | -------- | ------------ |
| 全域       | 東消防署 | 上石田出張所 |

### 書籍
1. ↑  『浜松市史 三』浜松市役所、1980年3月26日、176頁。
2. ↑  『わがまち文化誌 笠井』浜松市笠井公民館、1993年10月29日、43頁。

### WEB
1. ↑  “h02_22.csv”.   総務省 (2022年2月10日). 2024年6月28日閲覧。
2. ↑  “chuouku_menseki.xlsx”.   浜松市 (2024年3月12日). 2024年6月28日閲覧。
3. ↑  “静岡県 浜松市中央区 常光町の郵便番号 - 日本郵便”.   日本郵便. 2025年2月15日閲覧。
4. ↑  “市外局番の一覧”.   総務省 (2022年3月1日). 2024年6月28日閲覧。
5. ↑  “事業所案内及び管轄地域（事務所3件、分室3件）”.   一般社団法人静岡県自動車会議所. 2024年6月28日閲覧。
6. ↑  “住居表示実施状況”.   浜松市 (2024年1月4日). 2024年6月28日閲覧。
7. ↑  “学校名から探す／浜松市”.   浜松市 (2024年1月1日). 2024年6月28日閲覧。
8. ↑  “解説ページ”.   株式会社エア. 2024年12月12日閲覧。
9. ↑  “historyofcities.pdf”.   静岡県総務部合併推進室・財団法人静岡県市町村振興協会. 2024年9月24日閲覧。
10. ↑  “交番｜静岡県警察”.   静岡県警察 (2024年1月1日). 2024年6月28日閲覧。
11. ↑  “消防署の町別管轄「し」／浜松市”.   浜松市 (2024年3月21日). 2024年6月28日閲覧。